# 谷元樹
谷 元樹（たに もとき、1973年5月28日 - ）は、日本の投資家・実業家。

## 人物
1973年東京都世田谷区生まれ。9歳で渡米しカリフォルニア州ロサンゼルス近郊で幼少期を過ごす。
一時帰国後、再度渡米。ワシントン州シアトル近郊に移住し、高校卒業後はコーネル大学に進学。
大学時代はスプリントアメリカンフットボール部に所属するほか、タキシードレンタル会社の代表取締役社長を務め、1996年に卒業。
複数の金融会社での実績を重ね、実業家、投資家としても活動する。
2011年3月に元日本放送協会アナウンサーの青山祐子と入籍し、4人の子どもを授かる。子どものラグビーチームでコーチも務める。
ボランティア、親善活動も行っており、ルーム・トゥ・リード、バードライフ・インターナショナル、Refugees Internationalなどをはじめ、数多くの団体の催しにおいて司会やオークショニアを務める。

## 経歴
大学卒業後、米国プライスウォーターハウスのリスクマネジメントコンサルティングに就職する。その後、複数の米系金融機関を経てJPモルガンの円貨債券トレーディングヘッドに就任する。
2013年に香港へ渡り、Millennium Capital Management社のManaging Director、Senior Portfolio Manager、 Japan Macro投資を担当する。
ドン・ペリニヨン第五代シェフ・ド・カーヴのRichard Geoffroy氏が富山県で始めた日本酒「IWA5」で知られる白岩社にモエ・ヘネシー社と共同出資し、取締役就任。
2021年10月、Animoca Brandsの戦略的子会社、Animoca Brands株式会社 代表取締役CEOに就任。